# Hispânia
Hispânia (em latim Hispania) foi o nome dado a toda a Península Ibérica (atuais Portugal, Espanha, Andorra, Gibraltar e uma pequena parte a sul da França) durante a Roma Antiga. A conquista romana da Península foi iniciada em 218 a.C. em Ampúrias e concluída quase 200 anos depois, com as guerras Cantábricas.
Ao longo de cerca de 700 anos a Hispânia fez parte do Império Romano, proporcionando um enorme caudal de recursos materiais e humanos, ao mesmo tempo que foi uma das regiões mais estáveis do império. Tanto os povos como a organização política do território sofreram profundas mudanças. Inicialmente a Hispânia foi dividida em duas províncias: Hispânia Citerior e Hispânia Ulterior. Durante o Principado, a Hispânia Ulterior foi subdividida em duas novas províncias: a Bética e a Lusitânia, enquanto a Hispânia Citerior foi rebatizada para Tarraconense. Mais tarde, a parte ocidental da Tarraconense foi desanexada, inicialmente como Hispânia Nova, depois rebatizada como Galécia (correspondente à atual Galiza, Norte de Portugal, Astúrias e parte de Leão). Durante a tetrarquia de Diocleciano (284), o sul da Tarraconense foi desanexado para constituir a província cartaginense. O conjunto de todas as províncias hispânicas formavam uma única diocese civil, a Diocese da Hispânia, sob a direcção do vigário de Hispaniae, cujas competências se estendiam também à Mauretânia Tingitana (ao redor de Tânger) que, portanto, eram oficialmente consideradas "hispânicas".
A administração romana manteve-se até 409, quando o império Romano em colapso foi confrontado com as invasões bárbaras da Península Ibérica. O território foi então cedido a alguns destes povos como federados, Suevos e os Visigodos, que mantiveram o nome Hispania.

## Etimologia
O nome "Hispânia" é latino, cunhado pelos romanos (Hispaniae), embora o território já fosse conhecido pelos Gregos como Ibéria. Consequentemente, a historiografia tem algum cuidado na utilização dos termos iber ou hispanus, já que a utilização de cada um, em referência aos povos ibéricos, transporta consigo diferenças temporais e sociais. A literatura romana emprega sempre o nome "Hispânia", citado pela primeira vez pelo poeta Quinto Ênio, em 200 a.C., enquanto que a literatura grega emprega sempre o nome "Ibéria".
Sabe-se que os fenícios e os cartagineses se referiam à Península Ibérica pelo nome de Span ou Spania tendo como significado "oculto" (país escondido e remoto). Existe outra versão de que a origem do nome estará na terminação fenícia I-shphanim, que literalmente significa "de dassies" (shphanim é a forma plural de shaphán, utilizada para designar a família Hírax) que foi o vocábulo com que decidiram os Fenícios, à falta de nome melhor, denominar o coelho Oryctolagus cuniculus, por eles pouco conhecidos e que abundava no extremo da Península. Outra versão desta teoria aponta para a derivação de Hi-shphanim, ou "ilha de coelhos". Por outro lado, os híraxes não eram os únicos animais a despertar a atenção pela sua abundância: os Gregos chamaram à Península Ophioússa, que significa "terra de serpentes", e só mais tarde alteraram o nome para "Ibéria" porque, segundo parece, iber era uma palavra muito utilizada pelos habitantes da Península, que é um vocábulo geográfico, embora não se possa associar concretamente ao rio Ebro pois também era usado em regiões mais distantes, como a atual Andaluzia. Alguns linguistas colocam a hipótese de significar simplesmente "rio", embora na realidade não se possa ter a certeza.
Grande parte do conflito das Guerras Púnicas entre Cartago (Fenícios, portanto) e Roma teve lugar na Península Ibérica, com o triunfo dos Romanos. Durante a subsequente invasão, os Romanos mantiveram o nome usado pelos Cartagineses, Ispânia, ao qual, mais tarde, adicionaram um H, tal como fizeram com "Hibéria". Da mesma forma como fizeram com a Gália (as Gálias), também se referiam à Península por "Hispânias" (Hispaniae). Esta foi a primeira província romana a ser invadida e a última a ser totalmente dominada, já sob Augusto.
Ocasionalmente era chamada de Hespéria, "a terra do oeste", pelos autores romanos, ou Hesperia ultima. Outra teoria deriva o nome de uma palavra basca, Ezpanna, que significa "fronteira" ou "ponta".
Os Romanos inicialmente dividiram as Hispânias em duas províncias (197 a.C.), regidas por dois pretores: a Citerior, a norte do Ebro, e a Ulterior, a sul. As longas guerras da conquista duraram dois séculos, e incluem-se historiograficamente no processo designado como romanização. Com a conquista, cortou-se a evolução natural da civilização indígena, substituindo-a pela heleno-latina. Durante este processo, verificaram-se vários conflitos:
- As guerras de independência, em que os iberos e outros povos foram gradualmente vencidos e dominados, apesar das resistências levadas a cabo em Numância e por Viriato, entre outros;
- A guerra dirigida por Sertório, pretor da Hispânia Citerior, de onde desafiou o poder de Roma, com algum êxito;
- A guerra civil entre Júlio César e Pompeu, que se desenrolou em grande parte no território ibérico;
- As campanhas de César e Augusto para submeter os galaicos, os ástures e os cântabros.

E, finalmente, no século I, consegue-se a Pax Augusta: a Hispânia é dividida em três províncias. É neste período que surgem dois escritores cuja obra é uma referência actual para os historiadores: o geógrafo Estrabão, e o historiador universal Trogo Pompeu. Ambos dedicam alguns capítulos nas suas obras à Hispânia:
Estrabão refere a Iberia no seu terceiro livro de Geografia:
"Alguns dizem que as designações de Iberia e Hispânia são sinónimas, que os romanos designaram a região inteira [a Península], indiferentemente, com os nomes Iberia e Hispânia, e às suas partes chamaram Ulterior e Citerior".
Trogo construiu a imagem dos seus habitantes:
"Os hispanos [de Hispânia] têm o corpo preparado para a abstinência e fadiga, e ânimo para a morte: uma dura e austera sobriedade para todos. [...] Em tantos séculos de guerra com Roma, não tiveram nenhum outro capitão a não ser Viriato, um homem de tal virtude e continência que, depois de vencer os exércitos consulares durante 10 anos, nunca quis distinguir-se no seu modo de vida de qualquer soldado raso".
Outro historiador romano, Tito Lívio, escreve também sobre o carácter do homem hispânico, segundo a sua perspectiva:
"Ágil, belicoso, inquieto. A Hispânia é distinta da Itália, mais disposta para a guerra por causa do agreste terreno e do génio dos homens".
Lúcio Aneu Floro (entre os séculos I e II), um historiador amigo do imperador Adriano, também teceu algumas considerações:
"A nação hispânica, ou a Hispânia Universa, não soube unir-se contra Roma. Defendida pelos Pirenéus e pelo mar, podia ter-se tornado inacessível. O seu povo foi sempre valoroso, mas muito mal hierarquizado" (i.e., apesar de cada tribo ou povoação dispor de um líder, não existia nenhuma forma de coordenação).
Valério Máximo referiu-se à fidelidade hispânica como "fides celtibérica". Segundo esta fides, o ibero consagrava a alma ao seu líder e não considerava correto sobreviver-lhe em combate. Esta era a fidelidade ibérica, que se tornou conhecida durante a formação do Império Romano como devotio (já na Idade Média, esta fidelidade dos Celtiberos foi tida em conta, à qual designaram de Lealdade Hispânica).
Mais tarde, no século IV, surge outro escritor, um retórico gálico chamado Drepânio Pacato, que dedica parte da sua obra a descrever a geografia, clima, habitantes, soldados e afins da Península Ibérica, mostrando em todo o texto grande admiração:
"Esta Hispânia produz duríssimos soldados, hábeis capitães, prolíficos oradores, iluminados artistas. É mãe de juízes e príncipes; Deu Trajano, Adriano e Teodósio ao Império".
Ainda durante este período, surge uma obra designada Expositio totius mundi em que se descreve a Hispânia como "Hispânia, uma longa e vasta terra, de abundantes homens sábios". Por esta altura, o nome Hispânia era alternado com a nova forma Espânia.
Paulo Orósio (390-418), um historiador discípulo de Santo Agostinho e autor de Historiae adversus paganus, a primeira obra cristã sobre História Universal, comenta, ao referir-se a uma qualquer atitude reprovável de um pretor:
"Para Orósio, Hispânia é uma terra com vida coletiva e com valores próprios".
Com o tempo, começou-se a utilizar uma forma secundária, Espânia, e daí se derivaria o nome atual, Espanha. Segundo São Isidoro, com a dominação visigótica passou-se a esboçar a ideia da unidade peninsular e, pela primeira vez, refere-se na madre España (mãe Espanha) — até à data, teria sido uso o termo Hispânia para designar todos os territórios da Península. Na sua obra Historia Gothorum, surge Suíntila como o primeiro rei de "totius Spaniae"; o prólogo desta obra é o conhecido De laude Spaniae (sobre o orgulho hispânico) e aí se trata a Hispânia como nação goda. O topónimo Hispânia passou a ser usado para designar o coletivo dos reinos medievais na Península, com a posterior inclusão das Ilhas Baleares.
Com a invasão muçulmana, a utilização do nome Espânia - ou Espanha (اسبانيا, Isbá-nía ) - foi totalmente desvirtuada. Os documentos da Alta Idade Média designam para Espanha todo o território exclusivamente dominado pelos muçulmanos. E é desta forma que Afonso I de Aragão, o Batalhador (1104-1134), que "reina em Pamplona, Aragão, Sobrarbe e Ribagorça", como se refere nos seus documentos, e que, em 1126 procede a uma expedição a Málaga dizendo que ia a "terras de Espanha". No entanto os andaluzes chamavam os reinos cristãos de al-Jalaliqa (Galiza).
Não obstante, a partir de finais do século XII, passou-se a designar, toda a Península, incluindo quer as regiões muçulmanas, quer as regiões cristãs, com o nome Espanha. É assim que surge a expressão dos cinco reinos de Espanha: Granada (muçulmana), Leão e Castela, Navarra, Portugal e o Reino de Aragão, e o condado de Barcelona (cristãos).

## História anterior

Mapa etnolinguístico da Península Ibérica, c.

### Nativos ibéricos
Além dos povos autóctones, já entre os séculos VIII-VII a.C. os Fenícios (e, posteriormente, os cartagineses) se haviam fixado na zona oriental, a sul do rio Ebro. Instalaram-se na faixa costeira mediterrânica, estabelecendo grandes entrepostos comerciais que, além de lhes servir para canalizar para o comércio regional os minerais e outros recursos abundantes na Península, introduziram também na região alguns dos produtos elaborados no outro extremo mediterrânico.
Como potência comercial, Cartago ampliava os seus interesses até à ilha da Sicília e ao sul da península Itálica, o que depressa resultou num conflito de interesses entre esta e o incipiente poder que surgia em Roma, confrontando as duas potências nas célebres Guerras Púnicas. À primeira, que culminou senão num instável armistício, depressa se seguiu a segunda, que terminaria doze anos depois com o domínio efetivo de Roma sobre as regiões cartaginesas no sudeste da Península.

### A Ibéria cartaginesa

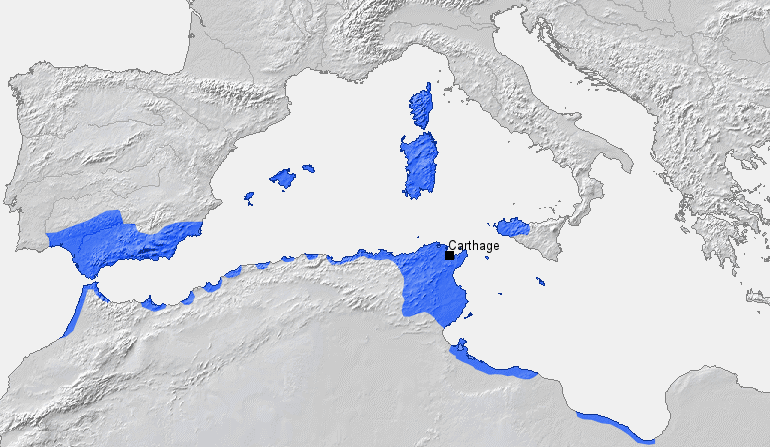
Cartago e a área de influência cartaginesa antes da Primeira Guerra Púnica

Depois da Primeira Guerra Púnica, conflito travado entre 264−241 a.C., que opôs Cartago à República Romana, as maiores potências da região do Mediterrâneo da época, os cartagineses de Amílcar Barca iniciaram a submissão efetiva da Península, que se estendeu a uma grande parte, sobretudo no sul e na costa oriental. O feito foi conseguido mediante tributos, alianças, matrimónios ou, simplesmente, usando a força. A Península iria proporcionar a Cartago um importante abastecimento de tropas, quer mercenárias quer aliadas, bem como de recursos minerais, com que poderia enfrentar Roma e reafirmar o seu domínio no Norte de África.
Entretanto, o conflito pela hegemonia de Sagunto, na atual província de Valência, cidade costeira helenizada e aliada de Roma, dava início à Segunda Guerra Púnica. Como reação à pressão do conflito, foram assassinados os partidários de Cartago e, em resposta, Aníbal cercou a cidade (218 a.C.) — que apesar de solicitar a ajuda de Roma nunca a chegou a receber —, apoderando-se dela após uma dura e sangrenta luta, durante a qual foi ferido. Muitos dos habitantes preferiram suicidar-se a submeter-se à escravidão que os esperava nas mãos de Cartago.
Com a região dominada, Aníbal conduziu os exércitos em direção à península Itálica. Roma responde às vitoriosas movimentações cartaginesas, cortando os suprimentos a Aníbal: atacando a Península Ibérica.

## Conquista

Conquista romana da Hispânia, desde o início da Segunda Guerra Púnica até às Guerras Cantábricas. Avanços territoriais e divisão original das províncias da Hispânia Ulterior e Hispânia Citerior, com a localização dos principais povos pré-romanos

Iniciada no século III a.C. como uma invasão estratégica para cortar as linhas de abastecimento Cartaginesas que sustentavam a invasão da península Itálica durante a Segunda Guerra Púnica, depressa passou a assumir a forma de uma invasão de conquista que, em cerca de doze anos, expulsava totalmente as forças cartaginesas da Península Ibérica. No entanto, foram necessários quase dois séculos para dominar a totalidade da região, devido, sobretudo, à forte resistência dos povos do interior (celtiberos, lusitanos, cântabros).

### A guerra contra Cartago
Roma enviou as suas tropas para a Hispânia ao comando de Cneu e Públio Cornélio Cipião. Cneu chegou primeiro, enquanto que o seu irmão se dirigiu a Massilia (atual Marselha) para conseguir apoios e tratar de cortar o avanço cartaginês. Emporion (ou Ampúrias) foi o ponto de partida de Roma na Península. A primeira missão foi encontrar aliados entre os iberos da zona costeira, que provavelmente não resultou como esperado já que, por exemplo, os ilergetes eram conhecidos aliados de Cartago. Assim, Cneu foi obrigado a submeter (ora pela força, ora mediante tratados) a zona costeira a norte do rio Ebro, incluindo a cidade de Tarraco, onde estabeleceu a sua residência.
O primeiro combate importante entre cartagineses e romanos teve lugar em Cissa (218 a.C.), provavelmente próximo de Tarraco, embora se tenha, pretensamente, identificado com Guissona, na atual província de Lérida. Os cartagineses, a mando de Hannon, foram derrotados pelas forças romanas encabeçados pelo próprio Cneu. O líder dos Ilergetes, Indíbil, que combatia pela fação cartaginesa, foi capturado. Embora a vitória de Cneu parecesse concretizada, surgiu Aníbal Barca com reforços, dispersando os romanos, sem os derrotar. Os cartagineses regressaram a Nova Cartago (ctual Cartagena), e os romanos à sua base principal, a cidade de Tarraco.
Seguiram-se várias batalhas, das quais se destacam a de Hibera e a de Bécula.

### Resistência dos lusitanos

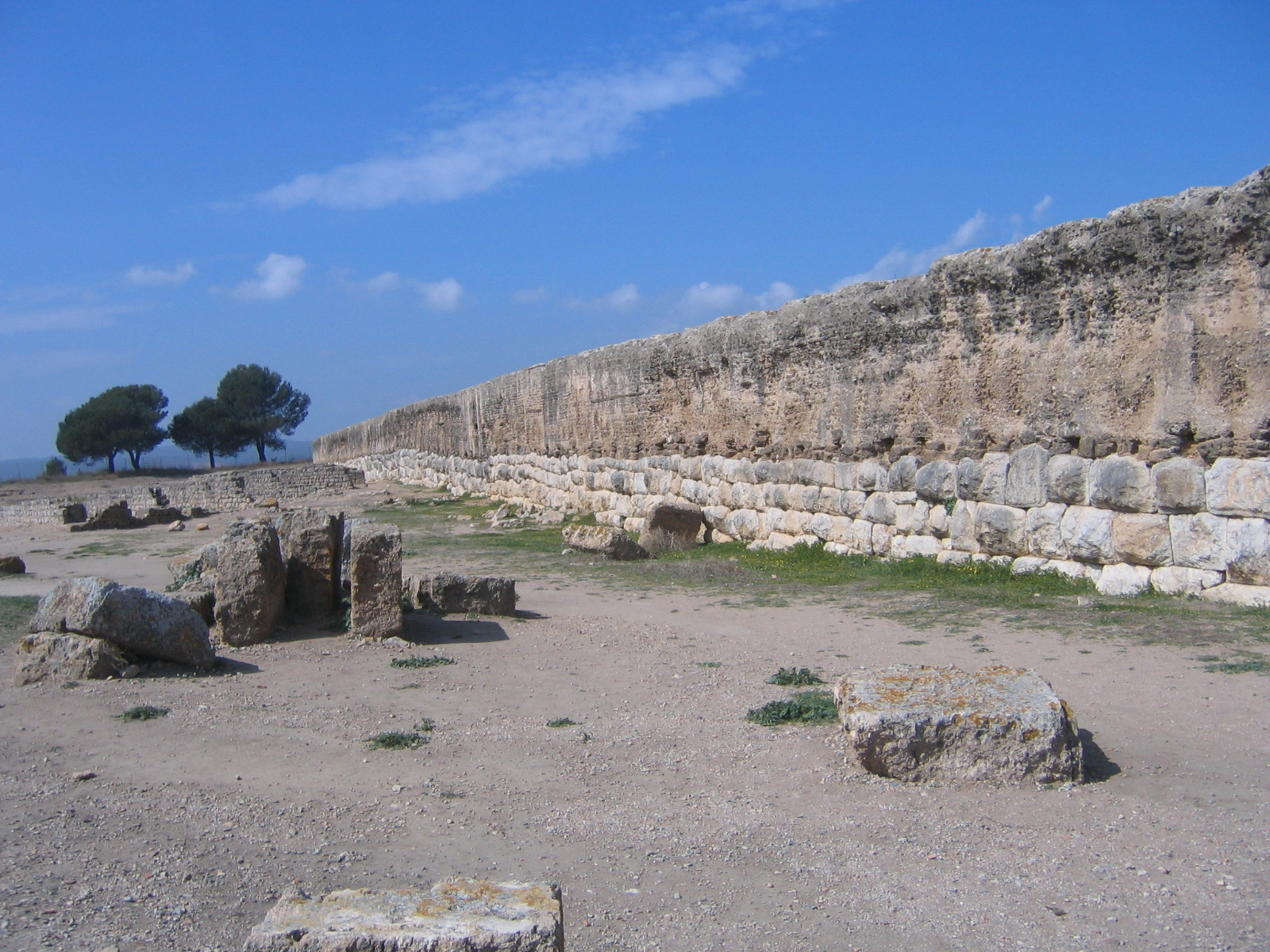
Muralha romana da Ampúrias, porta de entrada inicial dos romanos na Península Ibérica

A derrota dos cartagineses não garantiu a ocupação pacífica da Península Ibérica. A partir de 194 a.C., registraram-se choques com tribos de nativos, denominados genericamente como Lusitanos, conflitos que se estenderam até 138 a.C., denominados por alguns autores como guerra lusitana. A disputa foi mais acesa pelos territórios mais prósperos, especialmente na região da atual Andaluzia onde estavam localizados os Vetões um povo aliado dos Lusitanos.
Nesse contexto, destaca-se um grupo de Lusitanos liderados por Viriato, eleito por aclamação. Esse grupo infligiu duras derrotas às tropas romanas na região, tornando Viriato um mito da resistência peninsular.
Ao culminar das lutas na Península, Roma dominava uma região que ia desde os Pirenéus ao Algarve, até Huesca, organizando a zona em duas províncias: as Hispânias Citerior e Ulterior.
A submissão total e o domínio do norte da Lusitânia só foi conseguido com a tomada de Numância, na Celtibéria que apoiava os castros de Noroeste. Em 60 a.C., Júlio César dá o golpe de misericórdia aos lusitanos e em 29 a.C. segue-se a Pax Romana quando o imperador romano Augusto declarou o fim das guerras civis: a Hispânia é dividida em três províncias.
A Hispânia perduraria até à entrada das invasões bárbaras, já no século V, formando durante os sete séculos sob a sua influência, uma população homogénea, conhecida como hispano-romana.

## Romanização

Península Ibérica no ano 125: principais vias, assentamentos, minas de ouro (Au) e de prata (Ag). Nomes pré-romanos conforme a obra de Tácito, c. 100

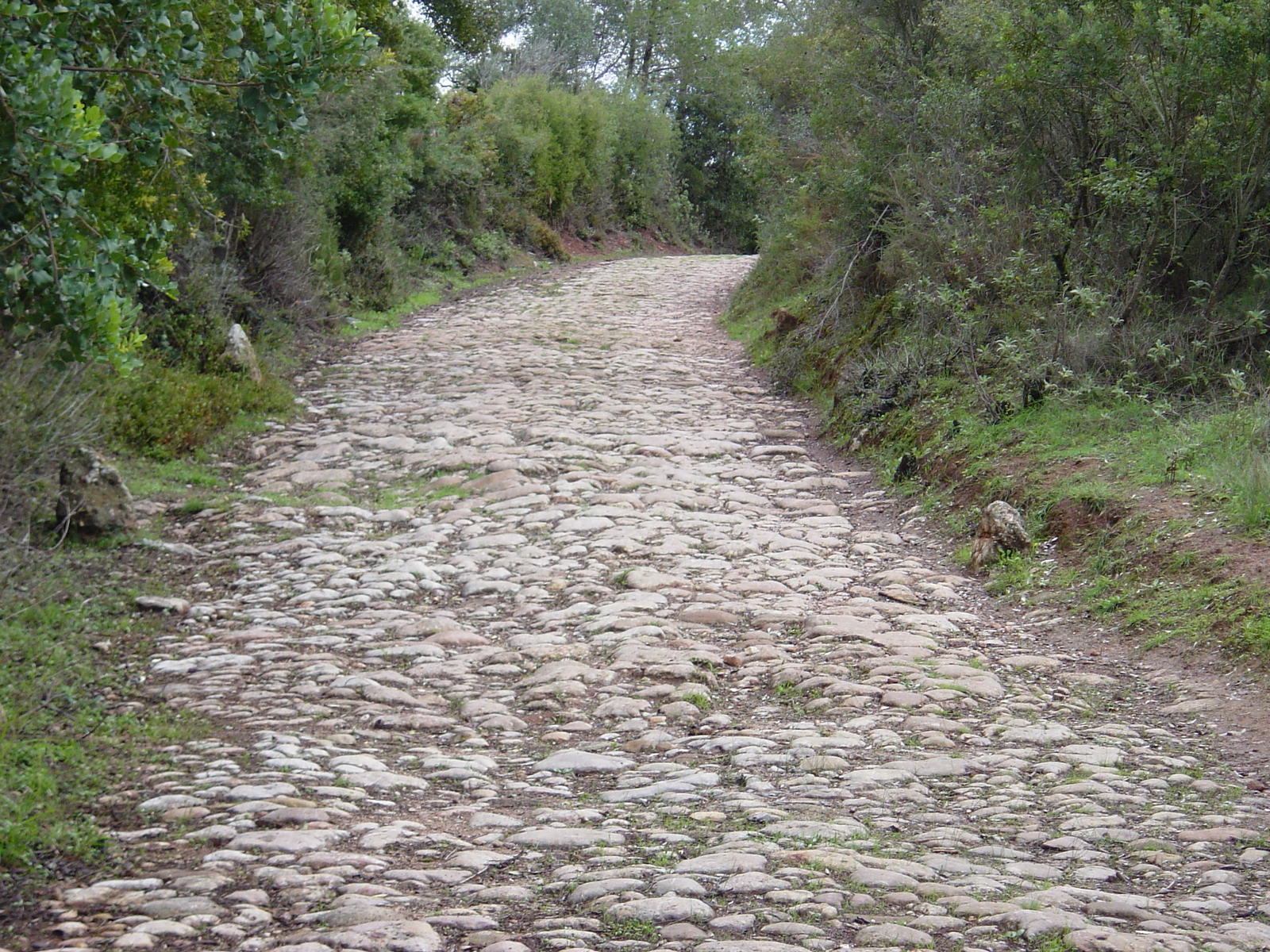
Estrada romana em Setúbal, Portugal

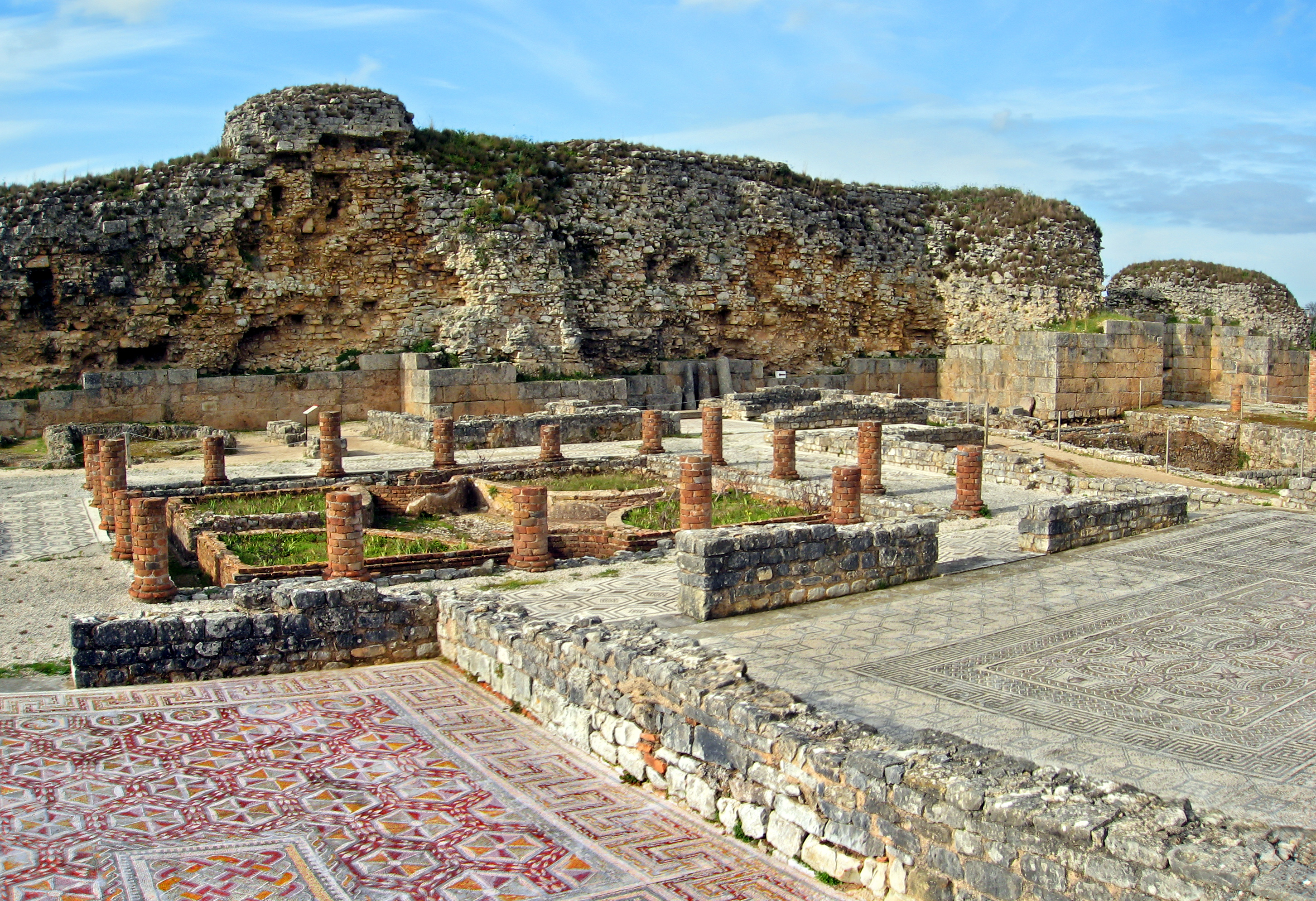
Vista de Conímbriga, Portugal

Os povos da Península falavam línguas diferentes uns dos outros assim como na escrita usavam alfabetos diferentes. Os Turdetanos eram conhecidos por escreverem a sua história, leis e poemas em verso que diziam ter seis mil anos, embora sem esclarecer a duração do ano a que se referia, visto que segundo Xenofonte o ano ibérico tinha 4 meses e era equivalente a uma estação do ano solar.
Na sequência da presença romana na Península, Roma expandiu as suas fronteiras para noroeste, alcançando o Atlântico a oeste e o mar Cantábrico a norte, conquistando assim a totalidade da Península. Durante este processo, a influência romana só foi progressivamente assimilada, depois dos dois longos séculos que demorou, havendo ainda autores que suportem que no século III a Lusitânia ainda não se tinha completamente romanizado. Paralelamente, a influência dos povos nativos sobre os romanos também foi notória. Posidónio comentou que os romanos aprenderam muitas técnicas com diversos povos entre eles os Ibéricos. Afirmava ainda Políbio que os romanos, apesar de terem trocado suas armas pelas dos ibéricos, não conseguiam alcançar a qualidade do ferro nem a perfeição da fabricação. César escreveu no De Bello Civili que os soldados da Segunda Legião haviam-se hispanizado e consideravam-se hispânicos.
Devido à ocupação romana das terras dos povos nativos — nomeadamente os que tiveram pouco ou nenhum contacto com as outras potências mediterrânicas (Gregos e Cartagineses) —, que ofereceram maior oposição ao avanço de Roma, as línguas, alfabetos e costumes ancestrais foram praticamente extintos, à excepção do euskera (basco), que sobreviveu nas colinas ocidentais dos Pirenéus, onde a romanização não foi tão intensa, já que a cultura romana se propagava paralelamente aos interesses comerciais da metrópole, demorando, portanto, a chegar aos lugares de menor importância.
Desta forma, os povos que tinham sido aliados dos romanos, como os turdetanos, assimilaram rapidamente o modo de vida romano e nas regiões por estes ocupadas se fundaram as primeiras cidades romanas, que serviriam também de bases militares para as legiões.
No entanto, o processo foi muito mais moroso no que toca aos povos do interior, como os Lusitanos e aos do noroeste peninsular, como os Brácaros - especialmente na zona da Calle, onde encontraram feroz resistência durante longos anos, facto que levou a que os romanos chamassem a todo o restante território de Galécia, tendo inclusivamente Décimo Júnio Bruto se auto-intitulado de Calaico ou Galaico ("o Galego") - do que com os mais enraizados com a cultura celtibera, manifestando-se através de uma forte resistência armada como demonstram os episódios de Numância ou da rebelião de Viriato.
Não obstante, a romanização de toda a Península foi inevitável. Roma impulsionou o repovoamento, não só repartindo as terras entre as tropas licenciadas, como permitindo a fixação de famílias originárias da península Itálica, que vieram para a Hispânia em busca das riquezas e do território fértil, transformando toda a região num notável polo de desenvolvimento económico. Não foi por acaso, portanto, que os imperadores Trajano e Adriano eram naturais da Hispânia.

### Cidades fundadas

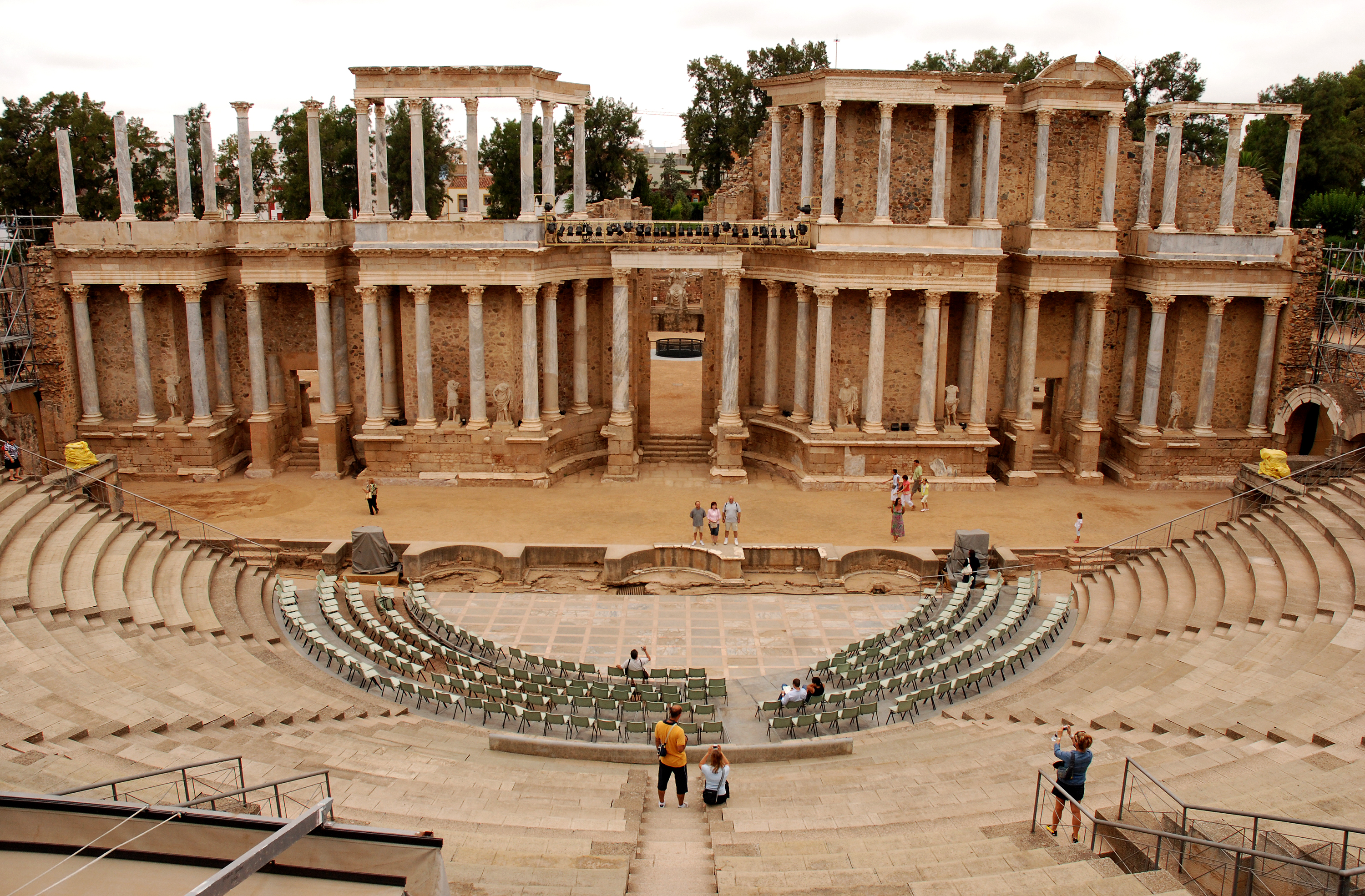
Teatro Romano de Mérida, Espanha)

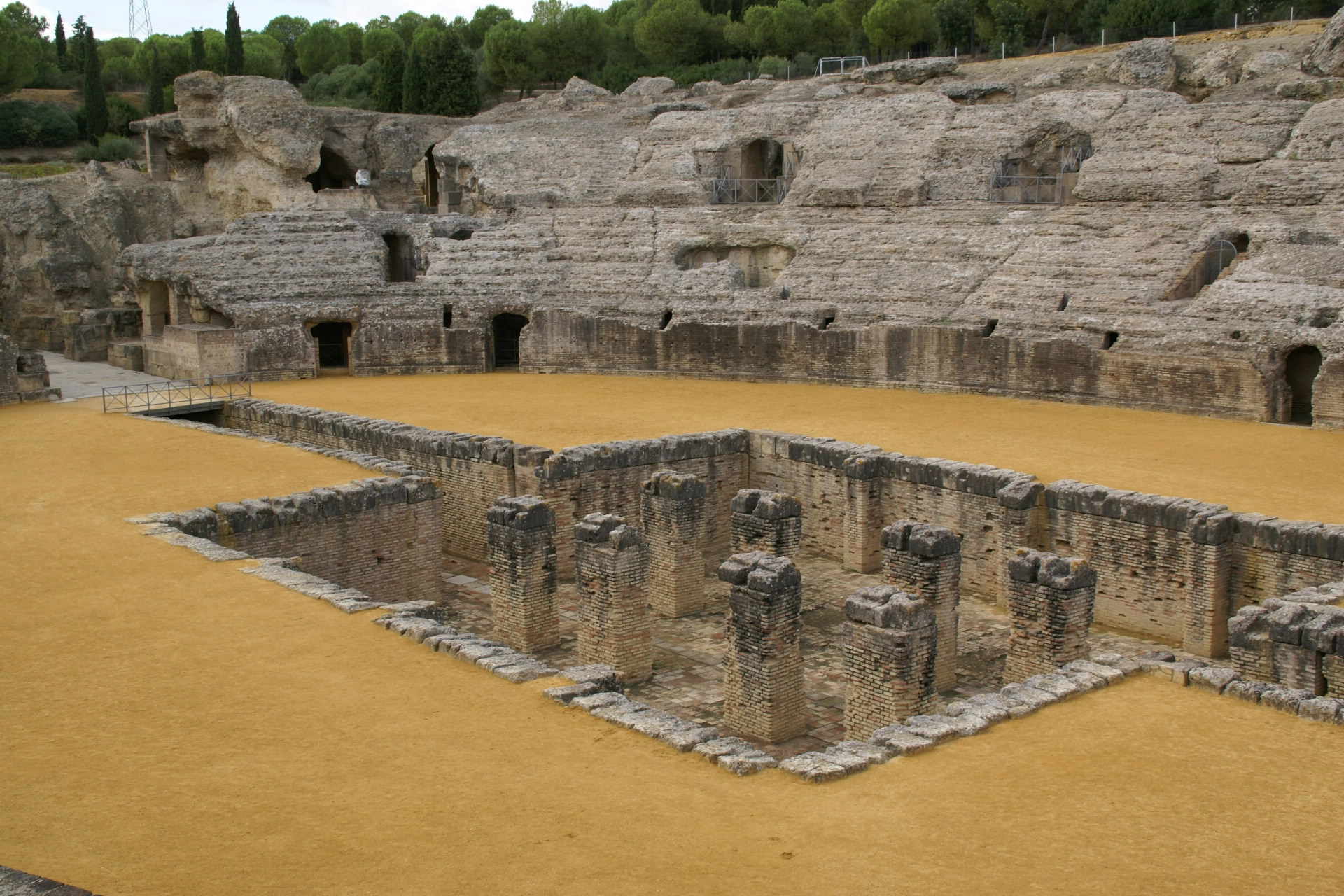
Anfiteatro em Itálica, Espanha)

Embora a influência romana tenha tido grande repercussão nas cidades já existentes em toda a Península principalmente numa estratégia punitiva, reduzindo por exemplo na Lusitânia a maioria das cidades a simples aldeias, e segundo Políbio havia em Gades casas altas que se supõe com mais de um andar foi nas cidades formadas pelos próprios, ou em cidades nativas para as quais levaram colónias que se centraram os maiores esforços urbanísticos, como:
- Tarraco (Tarragona), que teve origem no acampamento militar estabelecido por Cneu Cornélio Cipião Calvo em plena Segunda Guerra Púnica; foi rapidamente promovida a capital da Hispânia Citerior e, posteriormente, da província Tarraconense. Júlio César deu-lhe o estatuto de colónia (Colonia Iulia Triumphalis Tarraco) em 45 a.C.;
- Emerita Augusta (Mérida), fundada a 25 a.C. por Públio Carísio, representante de Augusto para as legiões V (Alaudae) e X (Gemina). Rapidamente se converteu numa das cidades mais importantes de Hispânia e tornou-se capital da Lusitânia;
- Itálica (a 9 km de Sevilha, Espanha), foi a primeira cidade puramente romana fundada na região. Nasceu como hospital de campanha para os feridos da batalha de Ilipa. Na época de Júlio César consegue o estatuto de município, embora o seu máximo esplendor tenha sido atingido durante os séculos I e II, altura em que conseguiu o estatuto de colónia (Colônia Élia Augusta Itálica).

Outras cidades que se tornaram notáveis, embora não sendo de fundação romana, algumas das quais ascenderam ao estatuto de capital provincial, foram:
- na Espanha:
  - Córduba, Cartago Nova.
- em Portugal:
  - Bracara Augusta, Balsa e Olisipo.

## Educação
A educação primária ia dos sete até aos onze anos, nas famílias mais abastadas tinha lugar dentro da própria residência, e nas famílias mais modestas em pequenas salas de edifícios públicos. As pessoas mais pobres ou nas áreas rurais não tinham acesso à educação. O ensino consistia no aprendizado da leitura, escrita e dos números, literatura grega e romana, física, história, geografia e astronomia. O método de ensino baseava-se principalmente na memorização dos factos. O nível de ensino superior consistia em debates públicos com o supervisionamento de oradores e retóricos.

## Economia
Mineração

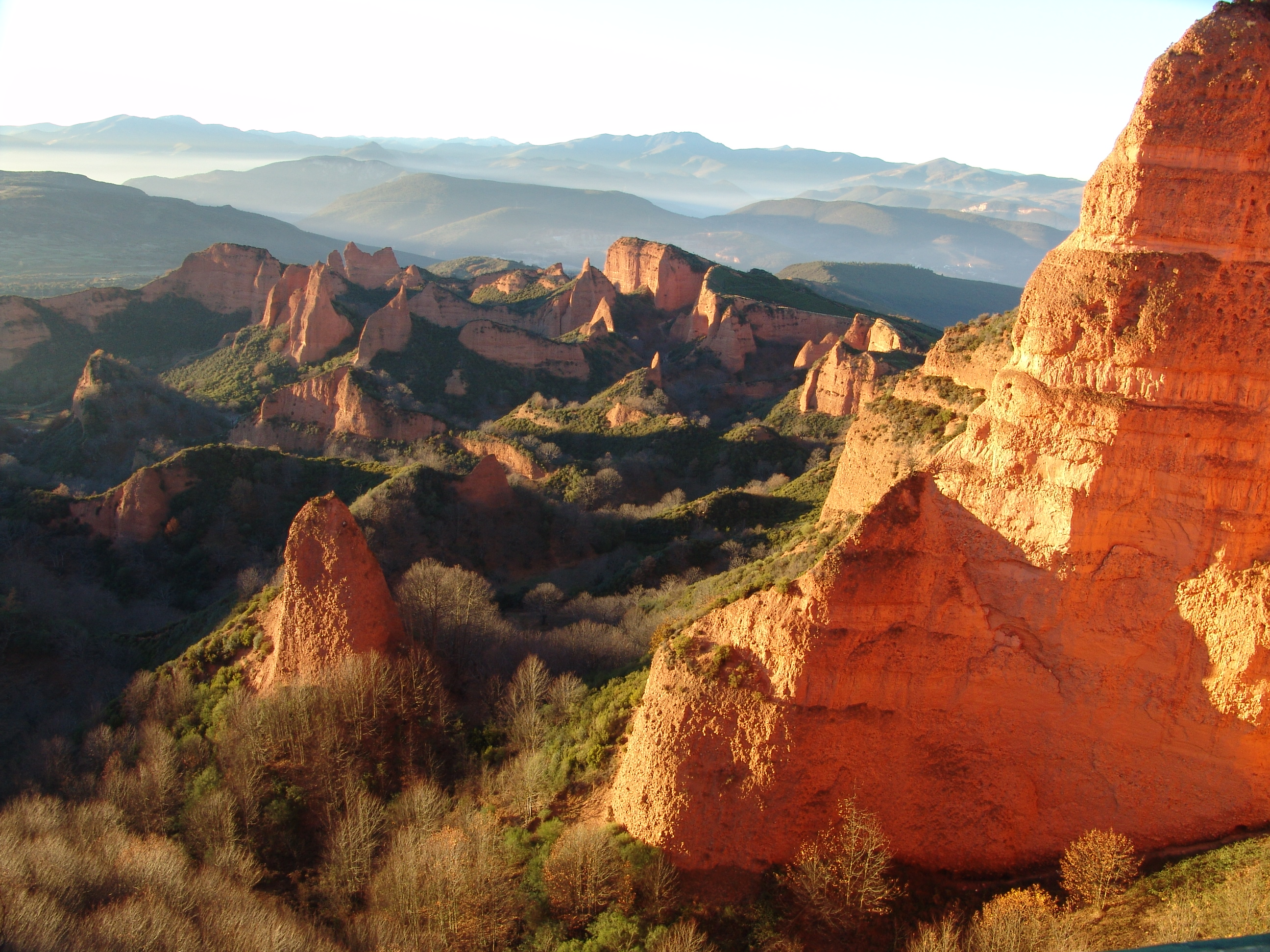
Las Médulas, vestígios da importante exploração de ouro a céu aberto em León, Espanha

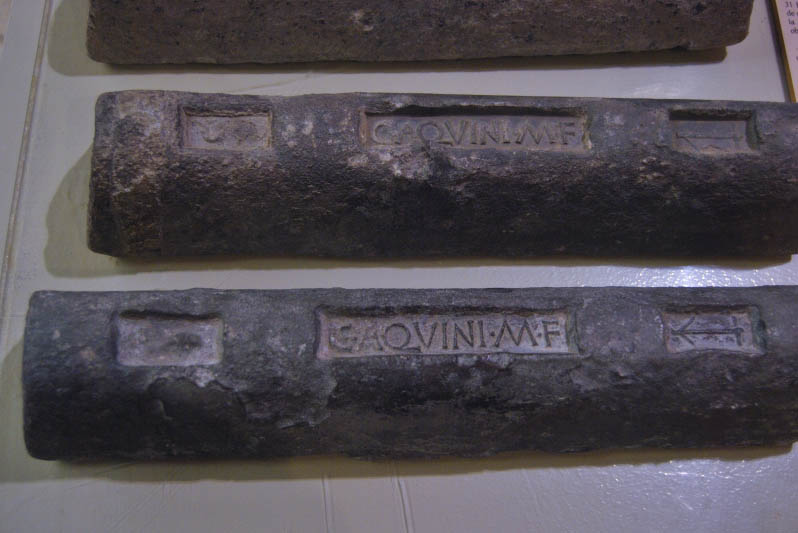
Lingotes de chumbo das minas de Cartago Nova. Museu Arqueológico Municipal de Cartagena (Espanha)

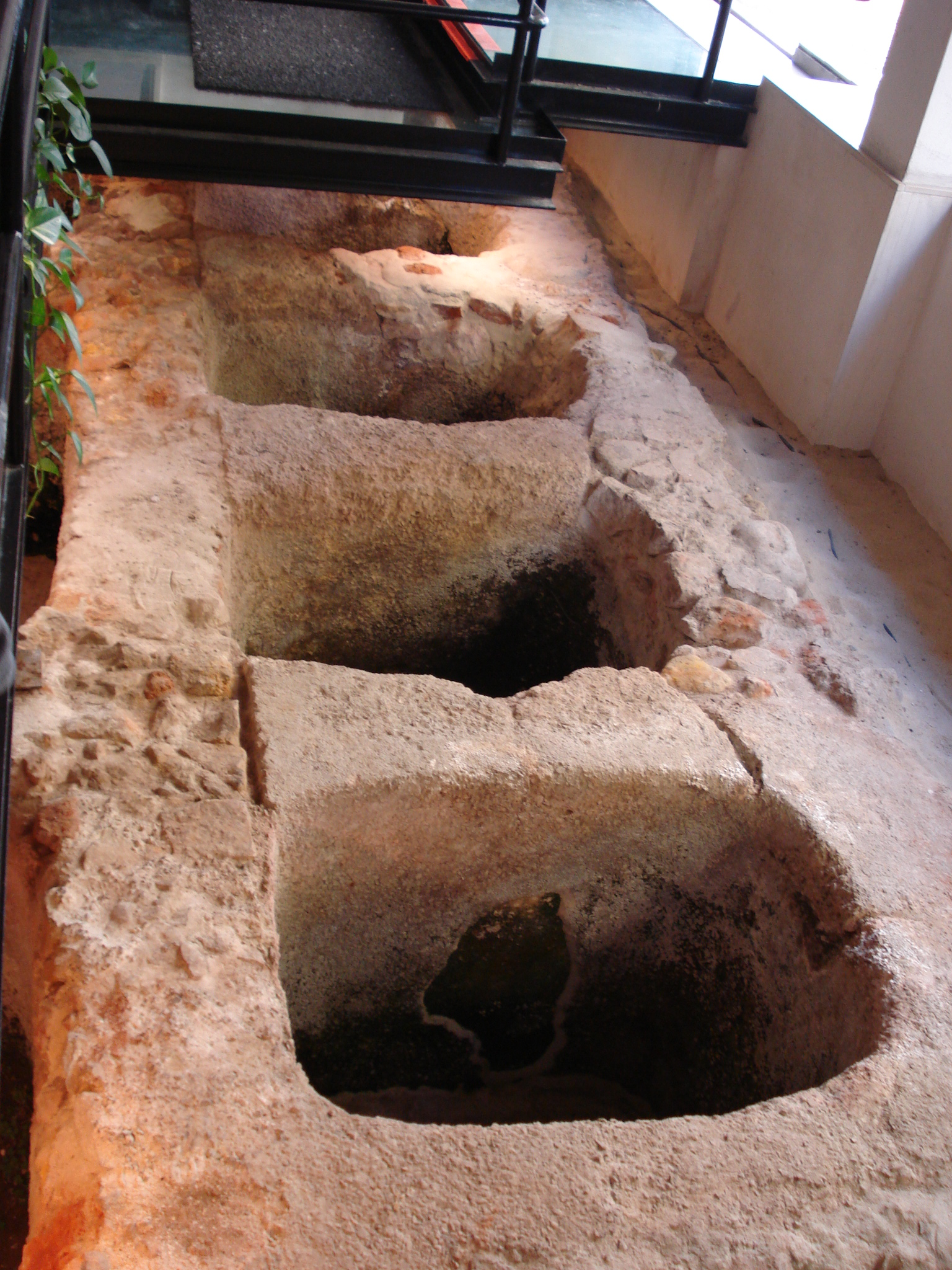
Fábrica de salmoura de peixe para fabricação do garo, produto exportado para várias partes do império, Setúbal, Portugal

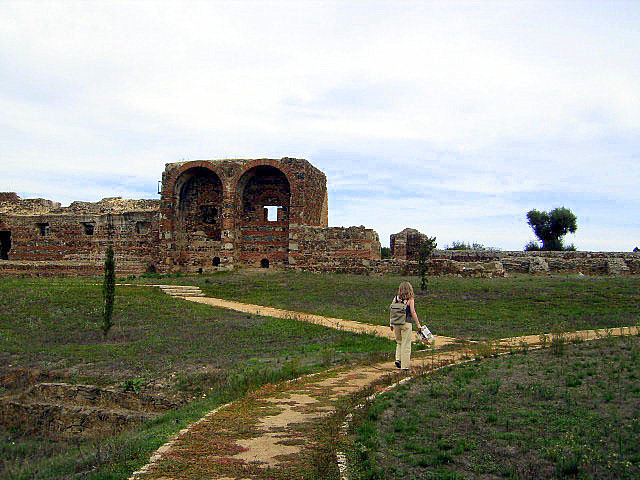
Villa romana de São Cucufate, próspera casa agrícola na Vidigueira, Portugal

Antes da ocupação cartaginesa, já circulavam no Mediterrâneo lendas sobre as riquezas de Tartesos, e sobre expedições comerciais que regressavam da Hispânia carregadas de prata. Com a derrota na Primeira Guerra Púnica, Cartago perdeu importantes mercados e foi obrigada a pagar tributo a Roma. Como reacção, expandiu-se pela costa ibérica, que ainda permanecia fora dos domínios de Roma, em busca de riquezas que poderiam financiar uma eventual retaliação. Interessada em obter benefício rápido, explorou as minas de prata por todo o litoral andaluz e oriental, extraindo importantes quantidades deste metal, que seriam utilizadas para financiar em grande parte a Segunda Guerra Púnica e as campanhas itálicas de Aníbal.
Por este motivo, entre outros, um dos objectivos estratégicos de Roma foi precisamente cortar a ligação das minas hispânicas com Cartago, e é por isso que se dirigiram de imediato contra as minas de Nova Cartago. Em parte devido à perda destes e de outro tipo de recursos, com especial impacto nas suas campanhas, Aníbal renunciou à guerra itálica em 206 a.C..
Roma continuou as práticas de extracção mineira, iniciadas pelos Iberos e melhoradas pelos cartagineses, importando as técnicas usadas no Egipto Ptolomaico. Em relação aos minerais, os de maior interesse foram o ouro, com a que terá sido a maior mina do império em Las Médulas, prata, cobre e ferro. Desta produção, além dos vestígios encontrados em antigas minas, foram encontrados lingotes de prata e cobre com os selos dos fundidores hispânicos. As explorações de sedimentos auríferos são também comuns no norte de Portugal durante esse período, a utilização de técnicas de desmonte com recurso a água estando documentada na mina de Casais (Ponte de Lima).
Pesca e indústria do garum
A pesca foi também uma fonte de riqueza, com uma importante indústria de salmoura e fabricação de garum, molho obtido a partir da maceração pelo sol de peixe, de preferência atum e cavala, muito apreciado e exportado em ânforas para todo o império. O garum mais famoso era o fabricado em Cádis, no sul de Espanha. O maior centro produtor de garum de todo o Império Romano localizava-se em Troia, no actual território de Portugal, na região de Setúbal, com outros importantes núcleos industriais de preparados piscícolas no Algarve e no Vale do Tejo.
Agricultura
Na agricultura, destaca-se o cultivo da azeitona, já desde o século II a.C., especialmente no litoral tarraconense e bético. Com efeito, a Bética especializou-se na produção de azeite para exportação para Roma e norte da Europa. Os inúmeros achados arqueológicos no monte Testácio, em Roma, permitem deduzir a dimensão do comércio do azeite bético e, portanto, a importância que teve na agricultura hispânica: segundo os estudos, mais de 80% do volume do monte é composto por ânforas de azeite béticas.
Além disso, foram também encontradas ânforas de origem bética em Alexandria e também em Israel. Também existe registo de um importante comércio de azeite no século II com destino às guarnições romanas na Germânia. Além dos achados já citados, destaca-se também Lora del Río, na província de Sevilha, pela quantidade de ânforas encontradas.
Moeda
Apesar da moeda já ser utilizada na Península, foi Cartago que generalizou o seu uso, como forma de pagamento às tropas, antes e depois da invasão romana. Seriam, no entanto, os Romanos a impor a utilização da moeda em todo o território hispânico. A abundância de moedas encontradas, sobretudo as de valor mais pequeno, prova que o uso monetário esteve amplamente aplicado no quotidiano. Uma vez consolidado o poder romano na Península, muitas cidades cunharam moeda: Tarraco (a primeira), Itálica (atual Sevilha), Barcino, César Augusta, Emerita Augusta (atual Mérida).

## Infraestruturas e arquitectura

Rede de estradas romanas na Hispânia

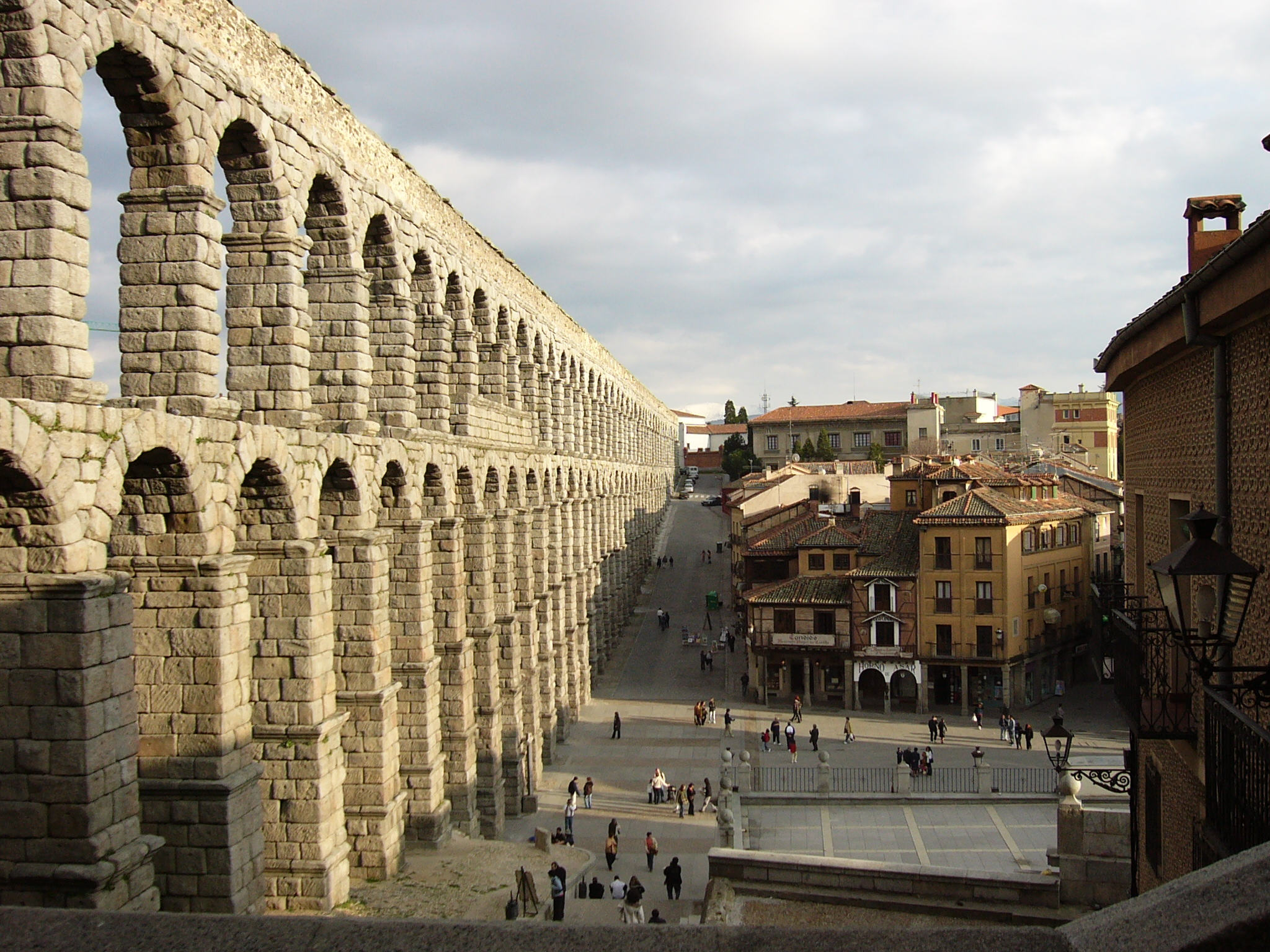
O Aqueduto de Segóvia, Espanha

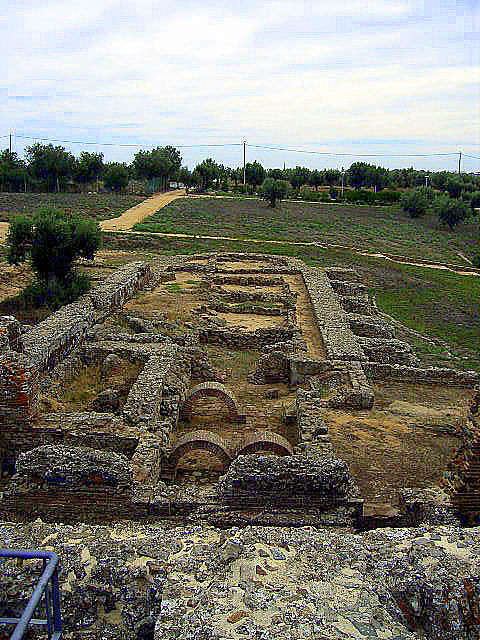
Termas na Villa romana de São Cucufate, Vidigueira, Portugal

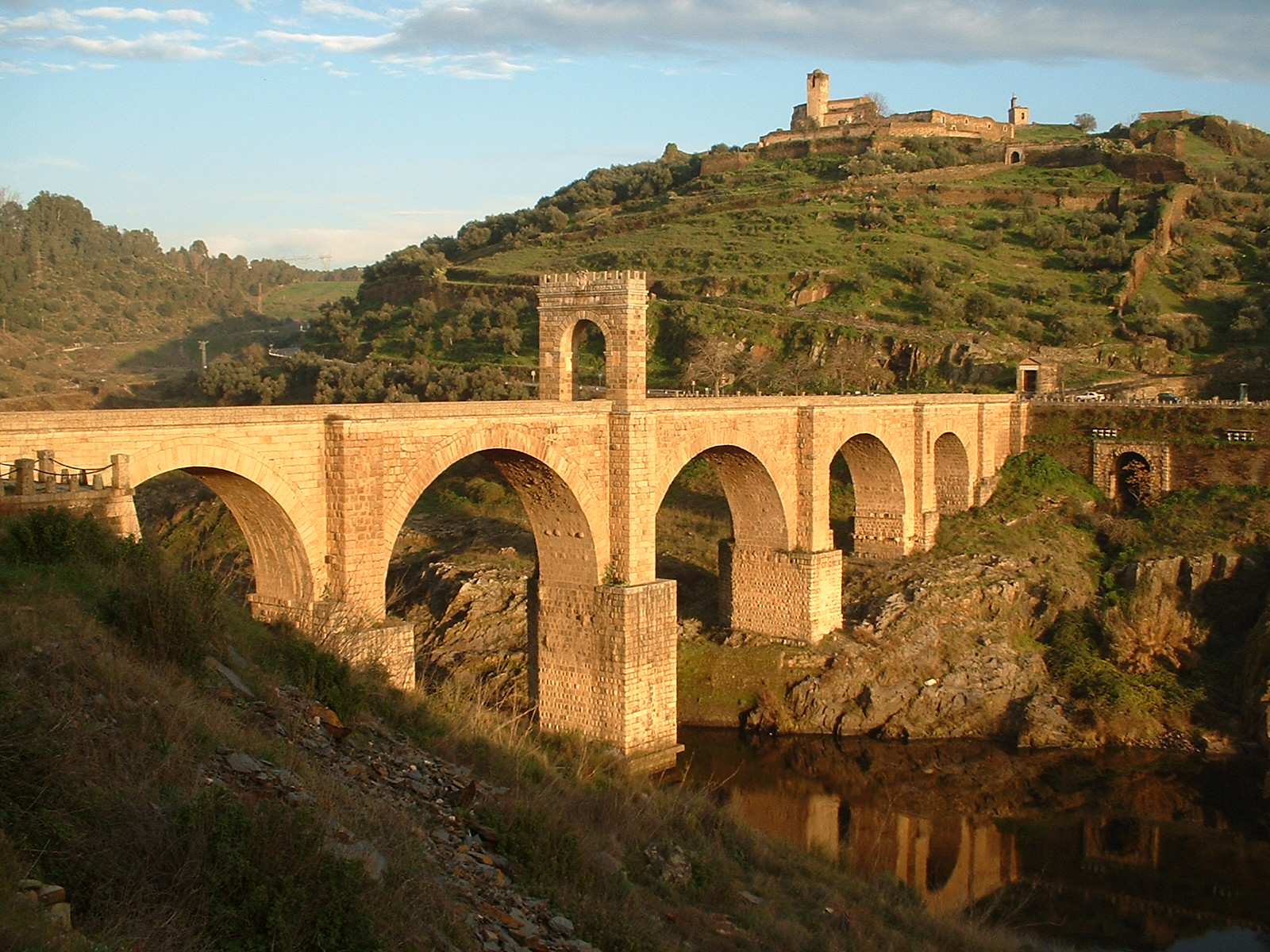
Ponte de Alcântara sobre o Tejo, 104 sob o imperador Trajano, Estremadura espanhola

A civilização romana ficou conhecida como grande empreendedora no que toca às infra-estruturas; foi a primeira civilização a esforçar-se seriamente nas obras civis como parte do desenvolvimento e conservação dos domínios (não só geográficos, mas militar e economicamente falando) do seu extenso império. Hispânia, sob a forma das suas várias províncias, assistiu também a grandes empreendimentos:
- Estradas: os Romanos projectaram estradas que uniam Cádis aos Pirenéus e das Astúrias a Múrcia, cobrindo os litorais mediterrânicos e atlânticos pelas conhecidas vias: Via Lata (actualmente conhecida como Via da Prata), Via Augusta e Via Exterior são os mais notáveis exemplos. Para sinalizar as distâncias, eram colocados os miliários que, em forma de coluna ou grandes pedras, marcavam a distância desde o ponto de origem em milhares de passos (milhas). O cuidado aplicado na projecção destas estradas subsiste até aos dias de hoje, já que a maior parte do traçado foi aproveitado nos traçados das auto-estradas e estradas nacionais actuais. Segundo o Itinerário de Antonino, existiam em território português 11 eixos viários que ligavam esta região às grandes vias que conduziam a Roma;
- Pontes: grande parte das numerosas pontes romanas conservaram-se até à actualidade e são ainda utilizadas por toda a região;
- Aquedutos: destacam-se, pelo seu estado de conservação, o aqueduto de Segóvia, Tarraco (Ponte do Diabo) e também as ruínas do aqueduto de Mérida, conhecido como Aqueduto dos Milagres;
- Termas: Na Península Ibérica existe uma grande diversidade arqueológica deste tipo de construção, destacando-se, pelo seu estado de conservação, as termas de Alange (próximo de Mérida) que, após várias reformas ao longo dos séculos XVIII e XIX, encontram-se actualmente abertas ao público como parte de um balneário. Estas termas vieram substituir oa balneáreos castrejos dos quais as Pedra Formosas com gravuras em baixo relevo ainda subsistem;
- Teatros: como actividade lúdica favorita dos hispano-romanos, o teatro era indispensável à cidade que desejasse subir a esse estatuto. É dessa forma que surge o teatro de Mérida, construído praticamente ao mesmo tempo que o resto da cidade, pelo cônsul Marco Agripa. Destacam-se ainda os anfiteatros de Itálica, Sagunto, Clúnia e Saragoça, entre outros do legado arqueológico, alguns destes ainda utilizados para festivais de teatro;
- Anfiteatros: Diferentes dos anteriores, eram tipicamente utilizados para um tipo de espectáculos diferentes, como a luta de gladiadores, ou mesmo batalhas navais (como no caso do Coliseu de Roma). Na Hispânia chegaram-se a construir vários, cujos restos ainda se conservam em Itálica, Tarragona e Mérida.

## Arte romana

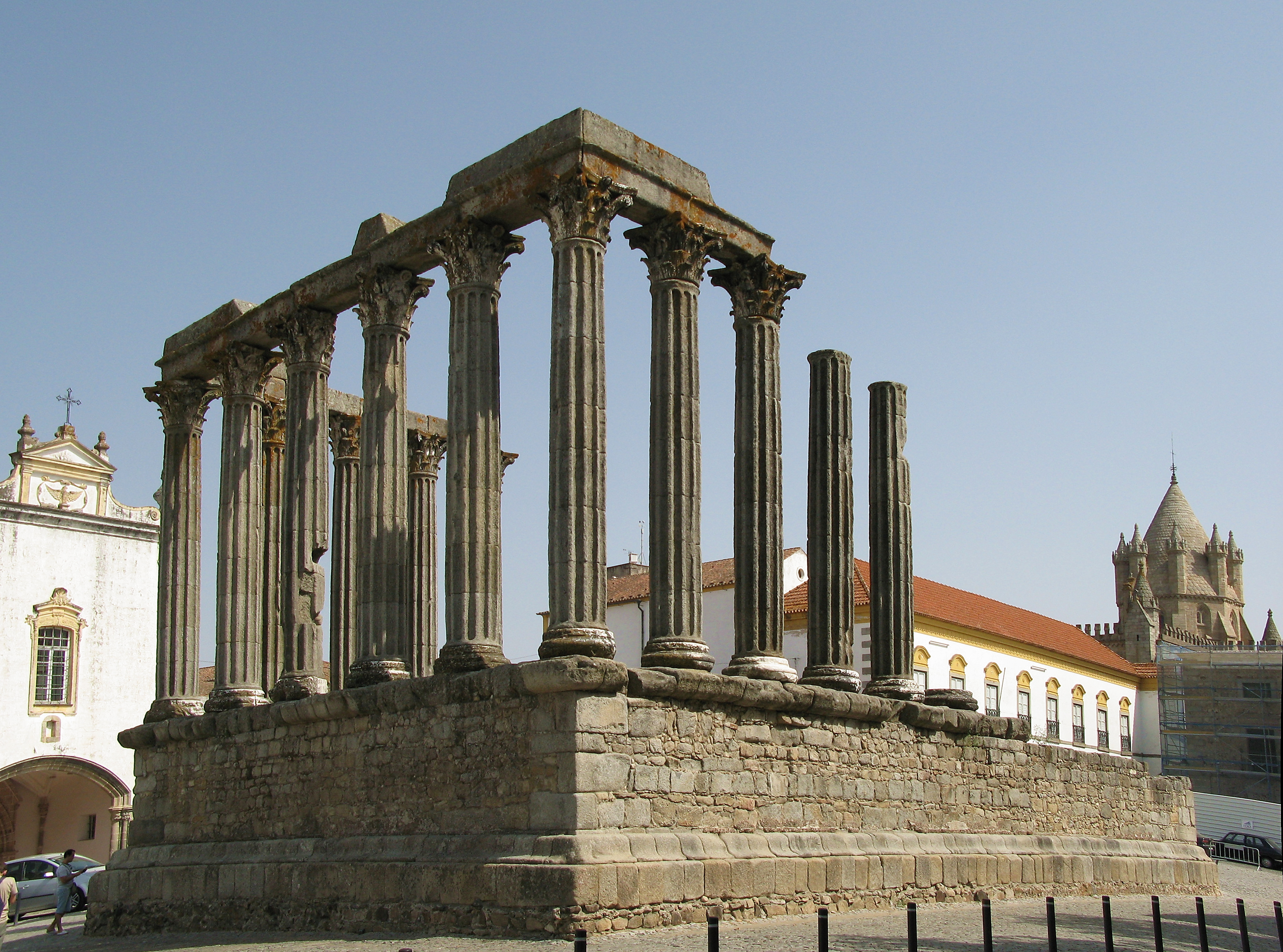
Templo romano de Évora, século I, Évora, Portugal

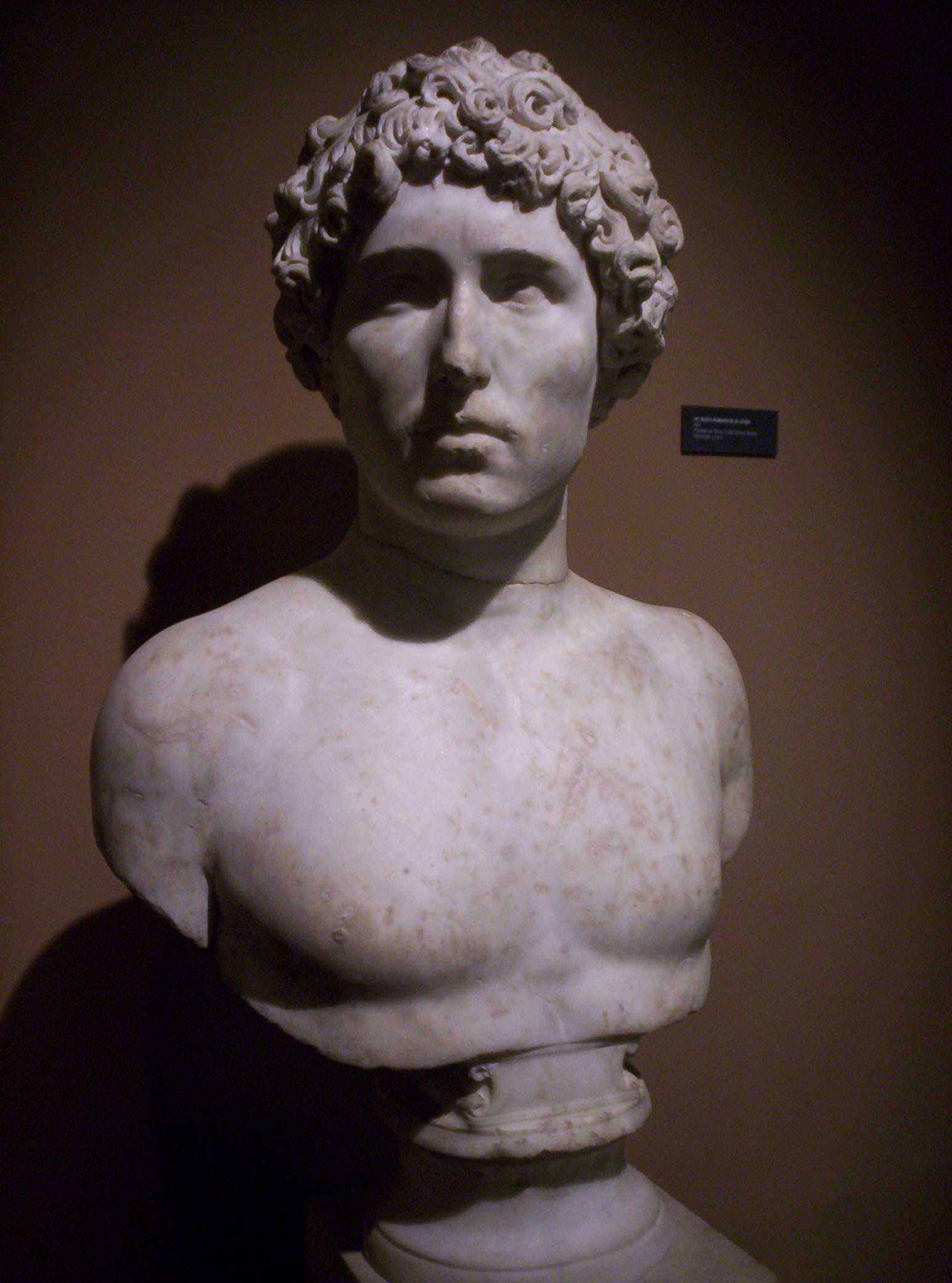
Escultura romana: Busto de jovem século II Itálica, Sevilha, Espanha

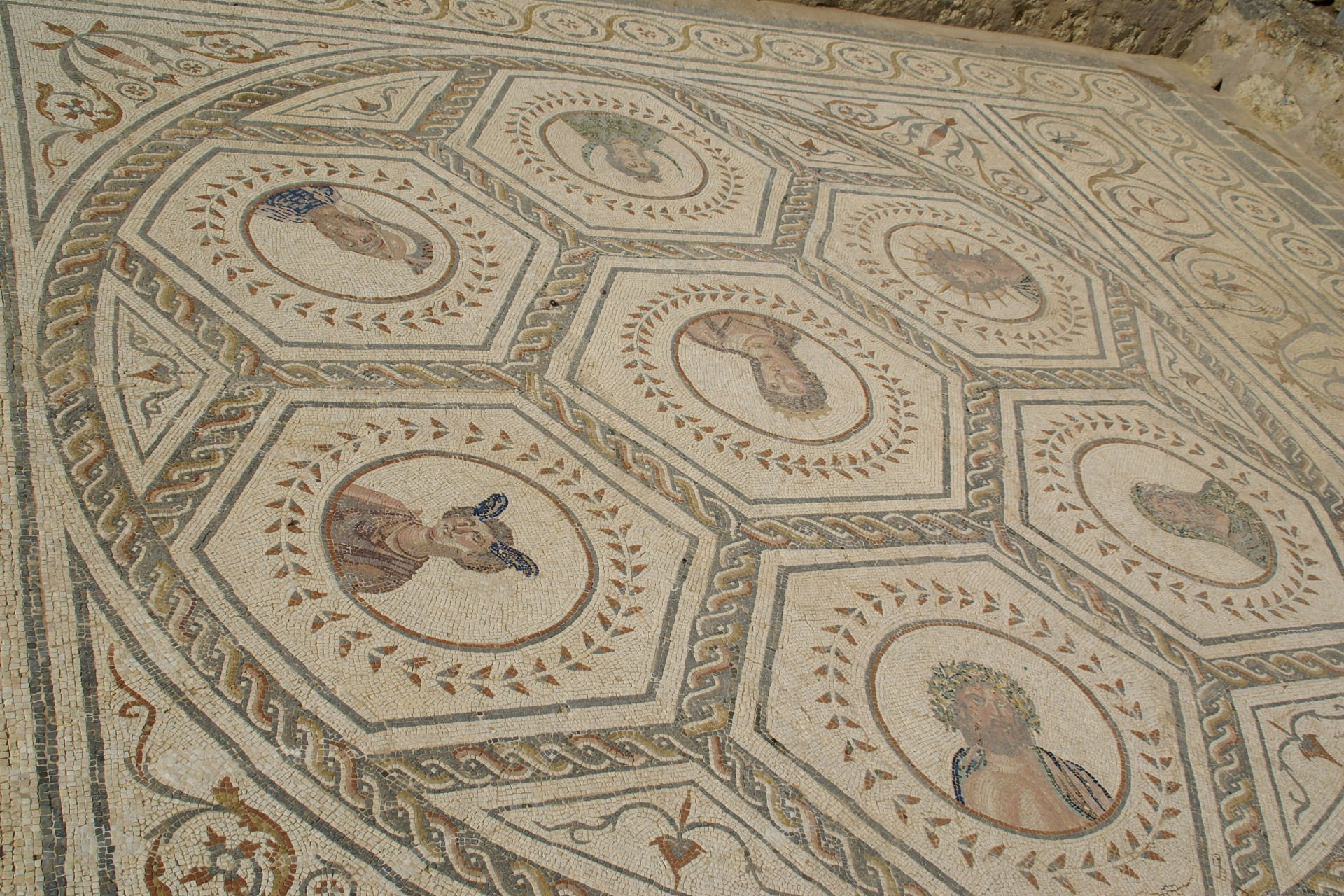
Mosaico em Itálica, Sevilha, Espanha

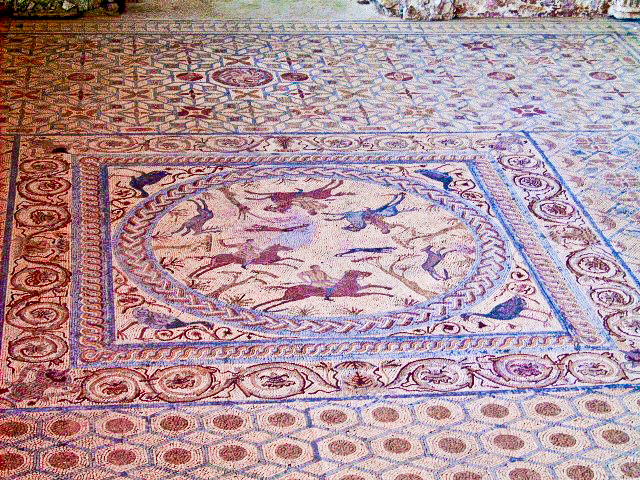
Mosaico com cavaleiros em Conímbriga, Coimbra, Portugal

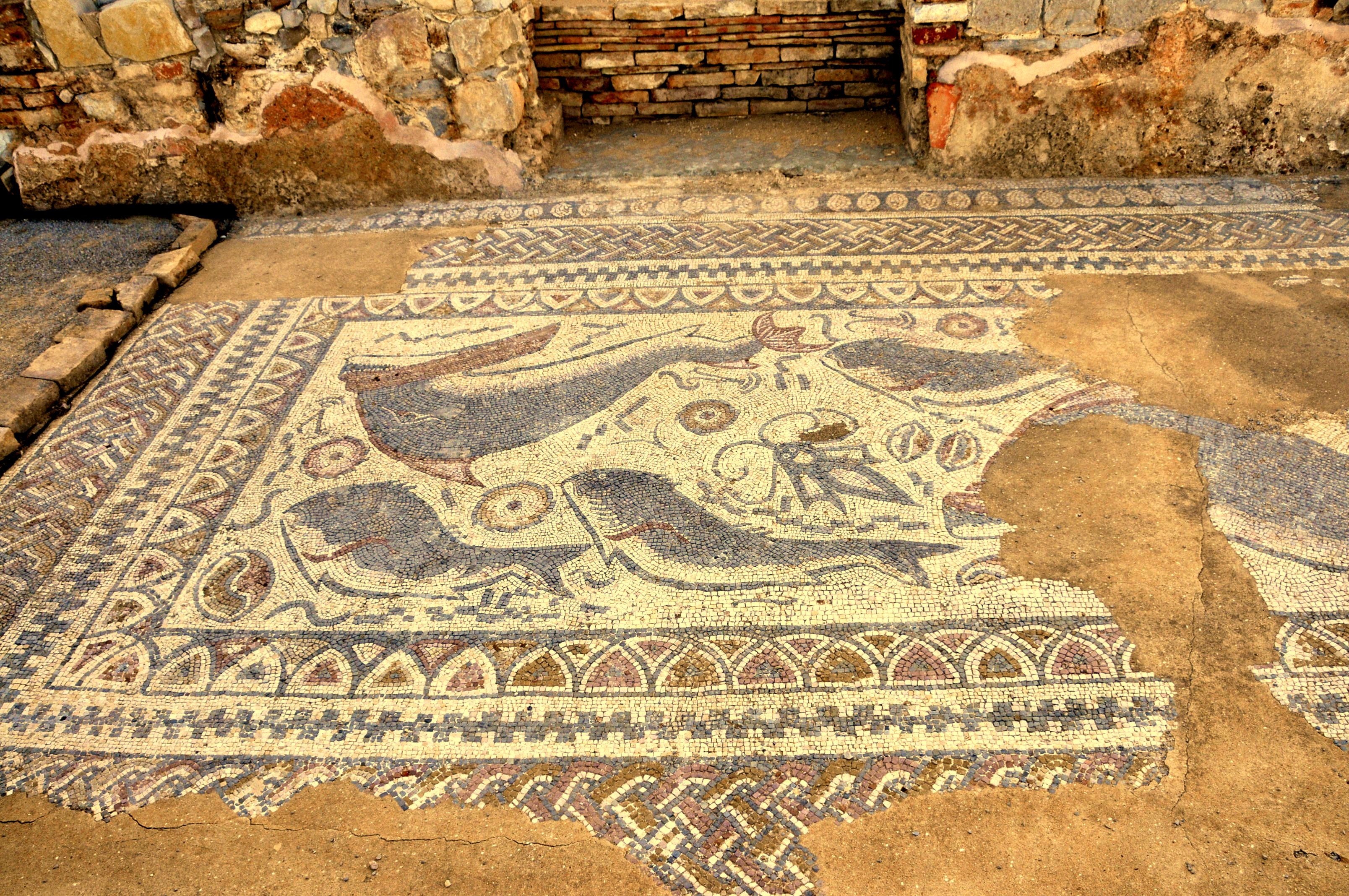
Mosaico nas Ruínas romanas de Milreu, Faro, Portugal

### Pintura
Segundo Vitrúvio, a pintura romana passou por várias fases de desenvolvimento, desde a decoração de paredes com texturas que se assemelhavam às do mármore ou de colunas (com incrustações), passando pela recreação de cenas teatrais, paisagísticas, religiosas ou épicas (estilo arquitectónico), até à recriação de criaturas monstruosas ou objectos impossíveis da primeira época imperial (estilo ornamental). Já em pleno século I assiste-se a um novo estilo mais abstracto (estilo ilusionista).
Em toda a Hispânia subsistem provas desses mesmos estilos pictóricos nos conjuntos arqueológicos das primeiras cidades, como Itálica, Mérida, Tarragona ou Astorga, bem como Almedinilla, Alcúdia, Alcolea del Río, Osuna, Carmona. A partir do século III, as correntes artísticas procedentes do norte de África estendem-se pelo oeste peninsular ao longo da Via da Prata. Entre as decorações mais frequentes, podem-se destacar:
- Imitação de mármores: Muito frequente em todos os assentamento romanos, imitam-se placas de mármore com ampla gama cromática; de grande extensão no tempo, desde o século I ao IV. Menos frequente é a imitação de incrustações, consistente com a imitação de mármore recortado e formando figuras;
- Decoração em relação contínua: Nesta decoração, o motivo geométrico é repetido em cadeia e encadeado. Um exemplo deste estilo encontra-se na Casa do Mitreu, em Mérida. Este estilo pertence principalmente à segunda metade do século I;
- Decoração figurada: Consiste na pintura de pequenos quadros no centro das paredes, com representações humanas e cenas mitológicas, religiosas ou sexuais (frequentemente muito explícitas). Também se encontram grandes frisos decorados com cenas de caça ou corridas, embora com menor frequência. O estilo estende-se durante quase todo o período de influência romana na Península, embora mais abundante entre os séculos I a IV;
- Animais, vegetais: ainda se podem encontrar em necrópoles, como a de Carmona, inseridos em motivos religiosos. Os animais usavam-se com frequência como simples objecto pictórico decorativo, em ocasiões inseridas em esquema de relação de contínua (enchendo o interior de figuras geométricas) e em candelabros, com pássaros entre os motivos florais. Os motivos vegetais usavam-se com abundância tanto na pintura funerária como na decoração doméstica;
- Decoração arquitectónica: Imitação de colunas ou pilares, tipicamente usados como divisão das paredes. Também eram imitados capitéis. Não existe, no entanto, nenhuma ocorrência documentada deste estilo na Hispânia.

### Escultura
A tradição romana de esculpir procede directamente da cultura grega, embora adaptada à estrutura político-social da Roma Antiga. As classes dominantes utilizavam a escultura como manifestação da sua elevada posição social, não só no âmbito privado - como nas suas villas - como também em público, em que a escultura era usada como modo de promoção política. Como parte integrante do Império Romano, a Hispânia não ficou à margem desta corrente artística.
A escultura romana baseava-se em dois materiais: o mármore e o bronze. Poucas são as esculturas romanas que sobreviveram à corrosão provocada pelo tempo ou intempérie, ou mesmo à reutilização do material para outros fins.
A escultura romana concentrava a sua atenção no busto do personagem retratado, bem como nas mãos e antebraços, e o resto do corpo era construído e adquirido de forma separada. Ao longo do tempo, esta tendência evoluiu para modelos de meio corpo, já no século II. A acentuação dos detalhes do rosto delata a influência etrusca da escultura romana.
No âmbito público, a escultura desempenha um papel fundamental na ornamentação dos edifícios públicos, mostrando ao povo as imagens dos governantes e, durante a época imperial, enaltecendo a figura do imperador. Uma boa demonstração desta profusão de esculturas públicas pode ser comprovada nos teatros, fóruns, termas, etc.

### Mosaico
O mosaico utilizava-se com abundância para pavimentar o solo das casas romanas, especialmente quando se tratavam das famílias mais importantes de cada cidade. Graças à grande profusão do mosaico, e pelas características dos materiais usados — principalmente vidro, cerâmica e pedra, conhecidos genericamente como tesselas —, os restos arqueológicos desta variedade artística são muito abundantes, e alguns encontram-se mesmo em excelente estado de conservação.

## Organização político-administrativa

### Divisão provincial
Todo o Império Romano estava dividido em províncias. Dentro de cada província, o governo era exercido a partir de uma capital, por um pretor, pró-cônsul ou cônsul, dependendo da sua importância estratégica e dos níveis de instabilidade dentro ou fora das suas fronteiras. No caso da Hispânia, que duraria cerca de dois séculos a ser definitivamente conquistada, as estruturas administrativas foram reorganizadas sucessivamente, em função da adaptação aos costumes e estilo de vida romanos.
Cada província era, por sua vez, dividida em convento (circunscrições jurídicas e de certo modo administrativas), com sede nas cidades mais significativas da zona.

#### Divisão provincial da República Romana
Nos primeiros tempos da romanização, a parte da Península Ibérica já ocupada pelos Romanos foi organizada administrativamente em duas partes que, no seu conjunto, eram referidas como "as Hispânias" (Hispaniae). À parte mais próxima de Roma foi dado o nome Citerior e, à mais remota, Ulterior. A fronteira entre as duas eram uma linha sinuosa desde Nova Cartago (actual Cartagena) e o mar Cantábrico:

Hispânia em

Hispânia em

Hispânia após a divisão provincial de Diocleciano

- A Hispânia Ulterior compreendia a actual Andaluzia, Portugal, a Estremadura espanhola, a província de Leão, grande parte da antiga Castilla la Vieja, a Galiza, Astúrias, Cantábria e o País Basco;
- A Hispânia Citerior compreendia a parte oriental da antiga Castilla la Vieja e as actuais Aragão, Valência, Catalunha e a maior parte da antiga Castela-a-Nova.

Ainda que tecnicamente toda a Península tenha sido dividida em duas metades, na prática o domínio romano centrava-se unicamente na costa mediterrânica, já que a maior parte da Península ainda era, nesta altura, controlada pelos povos autóctones (Celtiberos, Lusitanos, Ilergetes). Entre 218−205 a.C., altura em que os Cartagineses foram definitivamente expulsos do território ibérico, o poder político era exercido desde a capital Tarraco, fundada durante a Segunda Guerra Púnica. Posteriormente, ao criar-se esta primeira divisão territorial, o centro do governo passaria a ser exercido a partir de Córdoba.
Já no século I a.C., surge Quinto Sertório, que alinhava junto do partido popular que se opunha ao governo oligárquico dos primeiros ditadores, como Sula, e se estabeleceu na Hispânia aliando-se aos Lusitanos. Aproveitou as estruturas republicanas, já em decadência no resto do império, para criar um governo autónomo da metrópole romana. Apesar das sucessivas incursões militares que pretendiam restaurar o domínio romano na Península, soube contê-las durante pelo menos oito anos, até ser assassinado a 72 a.C., a mando de Pompeu que, além do domínio da região, procurava erradicar os vestígios do republicanismo romano.

#### Divisão provincial de Augusto
A 27 a.C., o general e político Marco Vipsânio Agripa reorganizou a Península em três partes, basicamente pela divisão da Hispânia Ulterior na Bética (com correspondência à actual Andaluzia) e na Lusitânia (que incluía a Galécia e as Astúrias), e na anexação da actual Cantábria e do País Basco à Hispânia Citerior.
O imperador Augusto regressaria à Península ainda no mesmo ano, para consagrar a nova reorganização:
- Hispânia Ulterior Bética, com capital em Córdoba. Incluía um pouco menos da actual Andaluzia — a actual Almeria e as províncias de Granada e Xaém ficaram de fora — mais a zona a sul da actual cidade de Badajoz. O rio Anas (actual Guadiana, de Uadi Anas) separavam a Hispânia Bética da Lusitânia;
- Hispânia Ulterior Lusitânia, cuja capital foi estabelecida em Emerita Augusta (actual Mérida), sendo excluídas a Galécia e as Astúrias;
- Hispânia Citerior, com capital em Tarraco (actual Tarragona). Com o tempo, a província ganharia importância e seria conhecida por apenas Tarraconense (Tarraconense); compreendia a Galécia (actual Galiza), norte de Portugal e Astúrias.

Enquanto que as províncias Tarraconense e Lusitânia eram províncias imperiais (o que pressupõe que o governador era directamente nomeado pelo imperador) devido ao seu nível de instabilidade, a Bética, menos conflituosa, era uma província senatorial, sendo que o governador era nomeado pelo senado.

#### Divisão provincial de Caracala
Já no século III, o imperador Caracala procedeu à nova reorganização, embora de duração efémera: nova divisão da Hispânia Citerior em duas partes, criando as novas províncias Província Hispânia Nova Citerior e "Astúrias-Galécia" (Asturiae-Calleciae). Encontra-se ainda por justificar esta estranha divisão de curta duração mas, em 238, a Hispânia Citerior (agora Tarraconense) foi novamente reunificada.

#### Divisão provincial de Diocleciano
Iniciando-se com a reforma da Tetrarquia de Diocleciano, em 298 a Tarraconense foi dividida em três províncias (Galécia, Tarraconense, e a Cartaginense). A Diocese da Hispânia (Hispaniae) tornou-se no nome de uma das quatro dioceses — governadas por um vigário — da prefeitura pretoriana da Gália (Galliae - das Gálias, incorporando também as províncias da Gália, Germânia e Britânia), após a abolição da Tetrarquia imperial sob o Imperador Romano do Ocidente (em Roma e, mais tarde, em Ravena). As dioceses compreendiam agora as cinco províncias peninsulares (Bética, Galécia e Lusitânia, cada uma com um governador consular; e a Cartaginense e Tarraconense, ambas sob um presidente), as Ilhas Baleares (também sob um presidente) e também a Mauritânia Tingitana (anexando, portanto, o Norte de África, actual Marrocos; também sob um presidente).

### Organização política local
Na Hispânia, tal como no resto dos territórios da República Romana e posterior Império Romano, as cidades compartilhavam as mesmas formas de governo herdadas de Roma, que não eram senão uma cópia das próprias instituições da capital imperial. Inicialmente, nem todas as cidades gozaram do privilégio de tais instituições, se bem que Augusto e, posteriormente, Vespasiano, incrementaram sensivelmente este número, estendendo estas instituições às principais cidades da Península.
Para adoptá-las, as cidades deviam previamente receber o estatuto de municípios, o que permitira que os seus cidadãos notáveis pudessem optar pela cidadania romana bastando, para isso, exercer alguma magistratura. Para alcançar o estatuto municipal, a cidade deveria preencher uma série de requisitos relativos ao nível de urbanização, como contar com adequados serviços públicos, devidamente adaptados aos costumes e estilo de vida romano. Essa responsabilidade cabia, sobretudo, aos notáveis da cidade, através da construção de obras públicas e outras actividades de bonificação social. Uma vez alcançado o estatuto, cabia aos governadores da cidade impulsionar e desenvolver a cidade através deste tipo de obras para conseguir mais privilégios sociais.

#### Magistraturas locais
A política local assentava sobre as magistraturas que, segmentadas em vários níveis e de vigência de um ano, eram as encarregadas do governo local. Assim, existiam os questores, encarregados da colecta de impostos (os locais estavam em contacto com os provinciais para a administração dos impostos), os edis, encarregados da segurança pública e respectivas sanções, bem como da organização dos jogos e regulamentação dos mercados, e os duoviros (ou quattuorviros), que detinham o máximo poder executivo e se encarregavam de elaborar os censos, da designação de juizes, da administração das finanças e do cumprimento dos preceitos religiosos da cidade.
As magistraturas locais eram eleitas anualmente por sufrágio entre os cidadãos, sendo eleitos dois magistrados para cada uma delas em que um deles, em algumas ocasiões, dispunha do direito de veto sobre as decisões do seu colega.
Por outro lado, o acesso à magistratura encontrava-se limitado aos cidadãos cuja capacidade económica permitia suportar a "summa honoraria", um valor estipulado por lei que deveria ser investido na organização de jogos, bem como outras actividades municipais, como a organização de espectáculos lúdicos, ou a construção de templos e outros edifícios públicos. Graças a este sistema, resta actualmente uma rica epigrafia por toda a Hispânia, já que as famílias importantes faziam constar a sua contribuição no desenvolvimento das cidades. Também no aspecto económico estas actividades representaram um suporte fundamental, pois obrigaram à redistribuição das riquezas acumuladas por estas famílias.
Em alguns municípios, consoante a sua importância, podia existir, além das magistraturas convencionais, uma cúria, eleita a cada cinco anos e formada por cidadãos que anteriormente tivessem exercido alguma magistratura local. Estes cidadãos, ao entrar na cúria, passavam a designar-se decuriões.
É também de ressalvar a reforma efectuada por Vespasiano em 73 ou 74, promulgando por toda a Península o chamado "Édito de Latinidade", inserido na «Lex Flavia Minicipalis, uma reorganização geral das estruturas de governo locais em todo o Império, que outorgou às cidades as instituições do direito latino, numa possível tentativa de integrá-las numa rede de colecta de impostos mais eficiente. Este reforma teve maior repercussão no interior peninsular, já que romanização do sudeste já vinha sendo feita desde o período republicano.

## História posterior

A Península Ibérica em 560

Na sequência da pressão dos hunos, vários povos foram forçados a deslocar-se pela Europa. Em 405, Três tribos germânicas, os vândalos, os búrios e os suevos, juntamente com os alanos, de origem sármata, atravessaram o Reno em direcção à Gália e, mais tarde, para a Península, onde os visigodos já esboçavam a quebra das ligações da Hispânia romana com o restante império.
Os suevos estabeleceram um reino no noroeste; os vândalos, pouco mais de 80 000, ocuparam o sul, na actual Andaluzia. Com grande parte da Península já fora do seu controlo, o Imperador Romano do Ocidente, Honório (r. 395-423), encarregou a sua irmã, Gala Placídia, e o seu marido, Ataulfo, o rei visigodo, de restaurar a ordem, concedendo-lhes o direito de se instalarem na Península desde que cooperassem na defesa e manutenção da região.
Os visigodos conseguiram subjugar os suevos e expulsar os vândalos, que migraram para o Norte de África. Em 484, estabeleceram Toledo como capital.
Note-se, portanto, que a ocupação visigótica não constituiu, de forma alguma, uma invasão propriamente dita, já que os visigodos foram, inclusive, assistidos no governo por hispano-romanos, e o latim permaneceu a língua oficial.
O cristianismo, introduzido logo no século I e doravante sustentado como religião oficial do Império Romano, tornou-se fundamental durante a ascendência visigótica, já que a Igreja favorecia a coesão dos povos.

## Personalidades notáveis
- Pompônio Mela (n.c. 43, Algeciras), geógrafo.
- Paulo Orósio (c. 385 – c. 420), historiador, teólogo natural da Hispânia, possivelmente de Bracara Augusta, na Galécia.
- Marco Aneu Sêneca (54 a.C.- 39), o Orador ou o Velho, foi um orador romano e escritor nascido numa família influente de Córduba.
- Séneca (Córduba, 4 a.C. — Roma, 65) foi um dos mais célebres escritores e intelectuais do Império Romano.
- Lucano (Córduba, 39- Roma, 65), poeta nascido na Hispânia Bética.
- Aurélio Clemente Prudêncio (Tarraconense 348 - c.413), poeta romano cristão.
- Trajano(18 de Setembro 53 — 9 de Agosto 117) nasceu na Bética, no sul da Hispânia, foi imperador romano de 98 a 117.
- Teodósio I (Hispânia, c.346- Milão, 17 de Janeiro de 395), foi imperador bizantino e o último líder de um Império Romano unido.
- Magno Máximo (Hispânia, c. 335– Aquileia 388) foi um usurpador do Império Romano do Ocidente de 383 até sua morte em 388 por ordem do imperador Teodósio I.